# 国民政府立法院、司法院及蒙藏委员会旧址
国民政府立法院、司法院及蒙藏委员会旧址位于中国重庆市渝中区七星岗街道中山一路312号（重庆市中山医院门诊部），抗戰期间國民政府遷都重慶时立法院、司法院及蒙藏委員會在此办公，2013年3月5日列為第七批全國重點文物保護單位。
1935年，自贡人李义铭兄弟在观音岩修建了私立义林医院。1937年11月，國民政府迁都重庆，立法院、司法院、蒙藏委员会、内政部等机构及重庆市卫戍警备司令部先后征用义林医院办公。抗战胜利后，大楼又退还给医院。义林医院后来演变为如今的中山医院。